# Philippe Girard (auteur)
Pour les articles homonymes, voir Philippe Girard et Girard.
Philippe Girard (né le 26 juillet 1971 à Québec) est un écrivain, scénariste et auteur québécois de bandes dessinées (qu'il signe parfois Phlppgrrd).

## Biographie
Né à Québec en 1971, il grandit à Loretteville avant de déménager à Sainte-Foy au début de son adolescence. Diplômé en Communications graphiques à l’Université Laval en 1993, il commence à écrire et dessiner de façon professionnelle en 1997.
Après un séjour d'immersion auprès de l'équipe de Spirou Hebdo à Marcinelle (Belgique) en 1998, il passe l’automne 2010 à Bordeaux (France) pour une résidence d’écriture, ainsi qu'à Cracovie (Pologne) en 2019, puis à Liège (Belgique) en 2022.
Il a publié sa première bande dessinée dans le magazine Je me petit débrouille. En 1997, il lance avec Jean-François Bergeron et Leif Tande le fanzine Tabasko !, une publication mensuelle qui paraît régulièrement pendant deux ans. En 2000, il participe à l'album collectif Avons-nous les bons pneus, qui est l'acte fondateur de l’écurie Mécanique générale. En plus de diverses collaborations avec des magazines et des quotidiens, il est l'auteur de plusieurs albums de BD (qu'il signe parfois de son pseudonyme Phlppgrrd) chez différents éditeurs, ainsi que la série jeunesse Gustave et le capitaine Planète à La Courte Échelle (5 tomes). Son strip Béatrice est publié pendant un an dans le journal La Presse, avant d'être repris dans le magazine Spirou.
En 2008, il a participé à deux projets de bande dessinée soulignant le 400e anniversaire de la ville de Québec. Son livre Les Ravins, dans lequel il relate un court séjour en Russie, a été traduit en anglais par l'éditeur Conundrum Press (comme Ruts & Gullies) et en russe par Boomkniga. L'année suivante, il fait paraître Tuer Vélasquez, dans lequel il relate ses démêlés avec un prêtre pédophile. L'album Danger public (avec Leif Tande) est adapté au cinéma par Alexis Chartrand en 2019.
En 2021, il publie chez Casterman un ouvrage sur Léonard Cohen, et en 2023 le roman graphique Supercanon ! qui évoque par le biais de la fiction le parcours du balisticien canadien Gerald Bull.

## Distinctions
- Premier prix du Festival provincial de caricatures et bandes dessinées du Cégep de Trois-Rivières (catégorie écoles secondaires) en 1987.
- Prix de l’AQWBJ pour la nouvelle Danger public en 2001.
- Prix Bédéis causa : Prix de la meilleure BD humoristique en 2002 pour Jim le Malingre T6 : avatars ataviques[2].
- Prix Bédélys Québec 2008 pour le scénario de Danger public.
- Prix Joe-Shuster 2008 (créateur BD préféré (langue française)) pour Danger Public.
- Mention spéciale aux Prix Bédélys 2010 pour Tuer Vélasquez.
- Prix coup de cœur de l'organisation du Festival de la BD de Bassillac (France) en 2010 pour La visite des morts.
- Prix du Salon Stripa Skc (Serbie) en 2015 pour Tailgate.
- Elsinore award (Japon) en 2018 pour son adaptation en bandes dessinées d’un extrait de la pièce Périclès de Shakespeare.
- Nommé aux Prix Les Cèdres en 2019 pour Abba bear.

## Ouvrages parus

### Bande dessinée
- Supercanon !, Casterman, Paris, 2023, 146 pages

- Leonard Cohen sur un fil[3],[4], Casterman, Paris, 2021, 120 pages

- Le Starzec, éd. Nouvelle adresse, Montréal, 2021, 122 pages

- Un jour de plus[5],[6], Nouvelle adresse, Montréal, 2019, 96 pages

- 376 selfies pour Montréal, Soupe électrique comics, Québec, 2017, 126 pages

- Le Couperet[7], Mécanique générale, Montréal, 2016, 96 pages

- La Grande noirceur[8], Mécanique générale, Montréal, 2014, 96 pages

- Lovapocalypse[9], Mécanique générale, Montréal, 2013, 108 pages

- La Mauvaise fille[10],[11], Glénat Québec, Montréal, 2012, 168 pages

- Rewind[12],[13], Glénat Québec, Montréal, 2011, 126 pages

- La visite des morts, Glénat Québec, Montréal, 2010, 84 pages
  - Obituary man, Conundrum press, Wolfville (Nouvelle-Écosse), 2013, 84 pages (version anglophone)

- Tuer Vélasquez, Glénat Québec, Montréal, 2009, 192 pages
  - Killing Velazquez, Conundrum press, Wolfville, 2011, 200 pages (version anglophone)

- Béatrice, l’affaire est ketchup, les 400 coups, Montréal, 2009, 48 pages

- Champlain, je me souviens[14], (avec Yannick Jaulin, Guy Michel), Sangam-Vibrato, Bordeaux (France), 2008, 48 pages

- La porte Saint-Jean, in Québec, un détroit dans le fleuve, (avec Emmanuel Moynot) Casterman, Bruxelles, 2008, 60 pages

- Les Ravins[15], Mécanique générale, Montréal, 2008, 140 pages
  - овраги (Les ravins – version russe), Boomkniga, Saint-Pétersbourg (Russie), 2010, 2016, 140 pages
  - Ruts and gullies: Nine Days in Saint Petersburg, Conundrum press, Wolfville, 2010, 128 pages (version anglophone)

- Danger Public, (avec Leif Tande) La Pastèque, Montréal, 2007, 88 pages

- Béatrice, Mécanique générale, Montréal, 2006, 80 pages

- Une histoire de pêche, Mécanique générale, Montréal, 2005, 60 pages

- Petits mensonges, Mécanique générale, Montréal, 2003, 52 pages

- Des nouvelles d’Amériques, Mécanique générale, Montréal, 2002, 52 pages[16]

- Jim le Malingre : avatars ataviques, Zone convective, Montréal, 2001, 48 pages[17]

### Romans
- Abba bear[18],[19], Somme toute, Tête première, Montréal, 2016, 200 pages

- Gustave et le procès du capitaine Planète, La courte échelle, Montréal, 2007, 112 pages

- Les crayons de douleur, La courte échelle, Montréal, 2006, 96 pages

- Gustave et l’énigme du capitaine Planète, La courte échelle, Montréal, 2005, 95 pages

- Gustave à la rescousse du capitaine Planète, La courte échelle, Montréal, 2004, 95 pages

- Gustave et le sosie du capitaine Planète, La courte échelle, Montréal, 2003, 92 pages

- Gustave et le capitaine Planète, La courte échelle, Montréal, 2002, 92 pages